# Estación Wadley
Estación Wadley är en ort i Mexiko.   Den ligger i kommunen Catorce och delstaten San Luis Potosí, i den centrala delen av landet, 500 km norr om huvudstaden Mexico City. Estación Wadley ligger 1 830 meter över havet och antalet invånare är 567.
Terrängen runt Estación Wadley är platt västerut, men österut är den kuperad. Runt Estación Wadley är det mycket glesbefolkat, med 4 invånare per kvadratkilometer. Närmaste större samhälle är Real de Catorce, 13,6 km nordost om Estación Wadley. Omgivningarna runt Estación Wadley är i huvudsak ett öppet busklandskap.